# Cardiophorus brunneipennis
Cardiophorus brunneipennis là một loài bọ cánh cứng trong họ Elateridae. Loài này được Wollaston miêu tả khoa học năm 1863.